# Marzena Zielińska
Marzena Zielińska – polska anestezjolog, dr hab. nauk medycznych, adiunkt Katedry i Kliniki Anestezjologii i Intensywnej Terapii Wydziału Lekarskiego Uniwersytetu Medycznego im. Piastów Śląskich we Wrocławiu.

## Życiorys
17 czerwca 1997 obroniła pracę doktorską Ocena przydatności i bezpieczeństwa stosowania morfiny metodą analgezji sterowanej przez pacjenta-PCA w leczeniu bólu pooperacyjnego u dzieci, 26 kwietnia 2018 habilitowała się na podstawie pracy zatytułowanej Sepsa i wstrząs septyczny u dzieci-odpowiedź immunologiczna ustroju a obraz kliniczny. 
Objęła funkcję adiunkta w Katedrze i Klinice Anestezjologii i Intensywnej Terapii na Wydziale Lekarskim Uniwersytetu Medycznego im. Piastów Śląskich we Wrocławiu.